# Ricardo Katza
Ricardo Katza (ur. 12 marca 1978 w Kapsztadzie) – południowoafrykański piłkarz grający na pozycji lewego lub środkowego obrońcy.

## Kariera klubowa
Karierę piłkarską Katza rozpoczął w rodzinnym Kapsztadzie, w tamtejszym klubie Seven Stars. W 1998 roku zadebiutował jego barwach w Premier Soccer League. Zawodnikiem Seven Stars był do 1999 roku, gdy klub ten połączył się z Cape Town Spurs tworząc Ajax Kapsztad. Wtedy też odszedł do Hellenic FC z Kapsztadu, w którym występował do 2003 roku.
W połowie 2003 roku Katza odszedł z Hellenic do Supersport United ze stolicy kraju Pretorii. W 2004 roku osiągnął z Supersport swój pierwszy sukces, gdy wygrał SAA Supa 8. W 2005 roku zdobył ABSA Cup, a w 2008 roku wywalczył swoje pierwsze w karierze mistrzostwo kraju. Z kolei w 2009 roku obronił z Supersport United tytuł mistrzowski.
| Sezon   | Klub              | Kraj              | Rozgrywki             | Mecze | Bramki |
| ------- | ----------------- | ----------------- | --------------------- | ----- | ------ |
| 1998/99 | Seven Stars       | Południowa Afryka | Premier Soccer League | 12    | 1      |
| 1999/00 | Hellenic FC       | Południowa Afryka | Premier Soccer League | 13    | 0      |
| 2000/01 | Hellenic FC       | Południowa Afryka | Premier Soccer League | 27    | 2      |
| 2001/02 | Hellenic FC       | Południowa Afryka | Premier Soccer League | 29    | 3      |
| 2002/03 | Hellenic FC       | Południowa Afryka | Premier Soccer League | 29    | 2      |
| 2003/04 | Supersport United | Południowa Afryka | Premier Soccer League | 26    | 4      |
| 2004/05 | Supersport United | Południowa Afryka | Premier Soccer League | 24    | 3      |
| 2005/06 | Supersport United | Południowa Afryka | Premier Soccer League | 16    | 1      |
| 2006/07 | Supersport United | Południowa Afryka | Premier Soccer League | 27    | 4      |
| 2007/08 | Supersport United | Południowa Afryka | Premier Soccer League | 22    | 2      |
| 2008/09 | Supersport United | Południowa Afryka | Premier Soccer League | 15    | 3      |
| 2009/10 | Supersport United | Południowa Afryka | Premier Soccer League |       |        |

## Kariera reprezentacyjna
W reprezentacji RPA Katza zadebiutował 4 czerwca 2005 roku w wygranym 2:1 meczu eliminacji do Pucharu Narodów Afryki 2006 z Republiką Zielonego Przylądka. W 2005 roku był w kadrze RPA na Złoty Puchar CONCACAF 2005. W 2006 roku został powołany do kadry na Puchar Narodów Afryki 2006. Tam rozegrał 2 spotkania: Gwineą (0:2) i z Tunezją (0:2).